# Bulay
Bulay is een bestuurslaag in het regentschap Pamekasan van de provincie Oost-Java, Indonesië. Bulay telt 2893 inwoners (volkstelling 2010).